# Ernestas Galvanauskas
Ernestas Galvanauskas (Zyzonis, 20 de noviembre de 1882-Aix-les-Bains, 24 de julio de 1967) fue un político lituano, primer ministro en dos períodos durante el periodo de entreguerras.

## Biografía
Nacido el 20 de noviembre de 1882 en Zyzonys, Vabalninkas, entró a estudiar en el Instituto Minero de San Petersburgo, y en 1908, tras haber estado encarcelado, se trasladó a Bélgica.
Tras la independencia de Lituania paralela a la caída del imperio ruso, ejercería de primer ministro de la nueva república en dos períodos entre 1919 y 1920 y entre 1922 y 1924.
Falleció en la ciudad francesa de Aix-les-Bains el 24 de julio de 1967.